# 李圭完 (官僚)

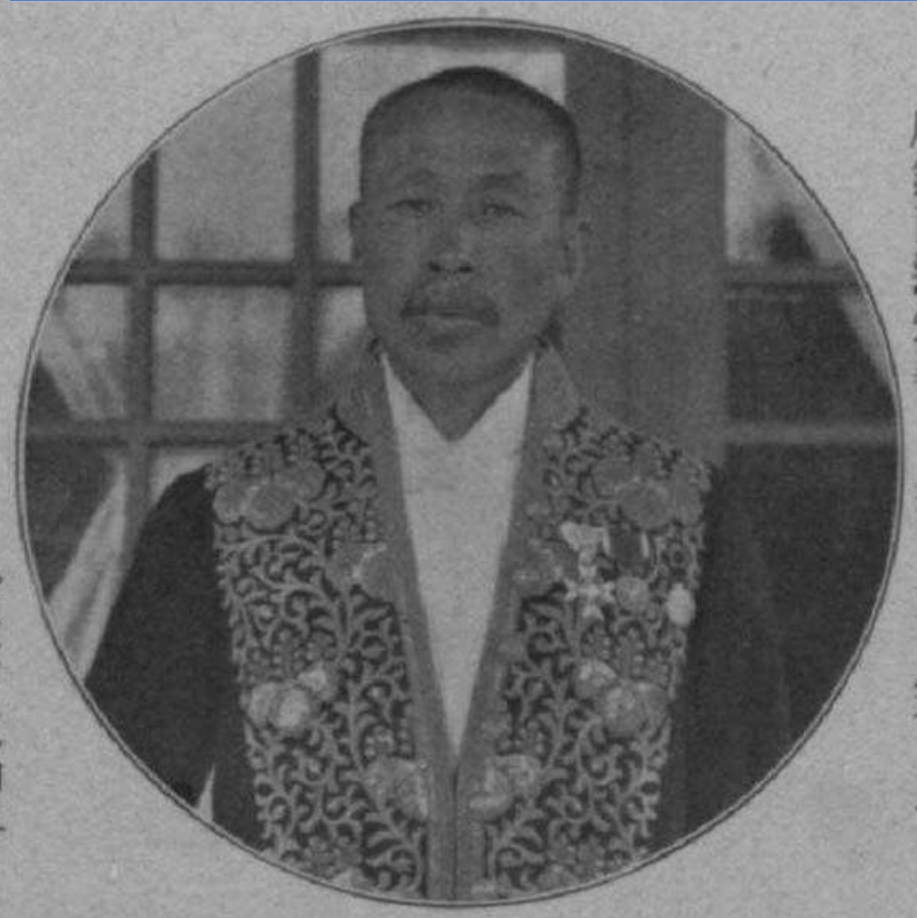
咸鏡南道知事時代の李圭完

李圭完（イ・ギュワン、り・けいかん、朝鮮語:이규완、1862年11月15日-1946年12月15日）は、朝鮮の軍人、官僚、ならびに日本統治時代の朝鮮の官僚。甲申政変当時、徐載弼とともに政変勢力の武装隊指導者の一人であった。徐載弼とともに日本の士官学校で軍事訓練を受けて帰国したのち宮廷クーデターで行動隊長徐載弼を助け要人を排除する軍事行動を取った。 1910年日韓併合条約以降、朝鮮総督府と日本政府に対し朝鮮人の参政権と自治権を認めるよう主張した。 
1907年に、守江原道観察使に任命され、1910年に江原道道長官、1918年咸鏡南道道長官、1919年咸鏡南道知事を務めた。日本亡命中に用いた仮名は圭寬、奎完、走完、日本名は淺田良、淺田良一など。

## 生涯
漢城府トゥクソムで材木商をしていた李基赫の次男として生まれた。世宗大王の四子臨瀛大君李璆の14代孫であったが、王族としての身分は11代先祖で終わっていた。幼い頃母を失い義母に育てられたが義母も15歳のときに死去した。以後、広州郡南終面分院里にいた叔父の家に住んだが再度上京。朴泳孝の姿を見て家を訪れ、後に朴泳孝家の食客となった。1883年1月、中国の上海に行って機器組立技術を学んで帰国した。 同年3月に日本派遣の選抜試験があり身分が卑しいため排除されたが朴泳孝を説得し、4月に朴泳孝、徐載弼の推薦で日本派遣官費留學生として選抜された。1883年5月渡日と同時に慶應義塾に入学、1884年2月に修了し、さらに陸軍戸山学校に入学した。6月28日に帰国する直前に別軍官に任命され7月に帰国した後兵曹調練局の教官として活動した。政変計画中、徐載弼と金玉均は李圭完を信用せず甲申政変前に徐載弼が李圭完を徹底的に試験しもした。1884年12月4日午後20時に郵征局落成式に乗じて離宮を放火した。12月4日の深夜、李圭完は郵征局の正面玄関に隠れていた守旧派大臣らを奇襲攻撃した。
甲申政変が失敗した後、李圭完は徐載弼、金玉均、朴泳孝と一緒に王宮の北の北関王廟に隠れたが、仁川に逃避し仁川に停泊していた日本の船舶千歳丸に乗船した。朝鮮政府は一行を引き渡すよう要求したが、船主辻勝三郞がかくまい無事を得た。辻勝三郞はそれぞれに日本式の氏名をつけた。 李圭完は身元の露見を避けるために、日本式の名前のほか、圭寬、奎完、走完など、他の様々な仮名も使用した。日本の山口県山口で養蚕業をしていた中村一の親戚が運営していた精米所でしばらく働いた。この時出会った中村一の娘中村梅子と結婚することになる。中村梅子は中村一がアメリカ合衆国日本大使館の職員にあるとき、米国の女性との間で得た非嫡出子であった。中村一が既に既婚男性であることを知ったアメリカ人女性は娘を中村一に送った。1886年に米国に戻り、ロサンゼルスでの農場店員や日雇い労働者として転々とし1888年に再び日本に戻ってきた。